# 聖安東尼 (基督教聖人)
大聖安東尼（羅馬化：Antṓnios，約251年—356年），或稱「埃及的聖安東尼」、「大聖安東尼」。羅馬帝國時期的埃及教父。是基督徒隱修生活的先驅，也是沙漠教父的著名领袖。

## 生平

### 早年生活
聖安東尼生長在富有的基督教家庭。自幼個性安靜恬淡，且常與家人前往教堂，異於當時輕視信仰的年輕人。聖安東尼大約十八至二十歲時，父母相繼去世，便將龐大財產和唯一的妹妹交付給他。有一次，聖安東尼走在路上時，反覆思想眾使徒是怎樣捨棄一切而跟隨主。聖安東尼一邊思想這些事情，一邊走進教堂，當時有人正在宣讀福音書，就是耶穌對富有的少年人說：「你若願意作完全人，可去變賣你所有的，分給窮人，就必有財寶在天上；你還要來跟從我。」這句話深深激勵聖安東尼，使他保留部分財產給他的妹妹，將餘下的變賣及賙濟窮人。不久後，又聽到一句話說：「不要為明天憂慮，因為明天自有明天的憂慮；一天的難處一天當就夠了。」聖安東尼於是放棄所有財產，並將妹妹交託給受尊重和可靠的貞女們後，便進入隱修生活。

### 隱修時期
那時候的隱修風氣尚未興盛，因此每一個期望關注靈修生活的人，多在自己家鄉附近獨自修行。聖安東尼首先在自家附近退隱達十五年之久，並向住在附近的隱士們學習如何善度隱修的生活。當聖安東尼三十多歲時，便渡過尼羅河，到沙漠中一座名叫庇斯比爾（Pispir）的山上，住在一個荒廢多年的軍用城堡中，追求祈禱和獨修的生活。聖安東尼剛搬去時，城堡中有很多的蛇，於是他先把蛇趕出去。在生活環境方面如此，在屬靈方面也當如此操練。聖安東尼將自己鎖在城堡中二十五年之久。他的一位朋友每年兩次把半年需用的麵包送給他，因為當地天氣乾燥，麵包不易變壞；此外，城堡內有泉水源供應食水。對聖安東尼來說，只要有神同在，水和麵包就夠了。
根據聖亞他那修《聖安東尼傳》的記載，在這段時間中，聖安東尼除了默想神之外，其餘的時間只作二件事：一、與內心的情欲爭戰；二、與魔鬼的權勢爭戰。可見在這二十五年內，他把三分之二的時間花在與罪惡爭戰。雖然如此，聖安東尼並不因為獨修與爭戰而憔悴。由於聖安東尼二十五年深居堡壘，他的朋友們一直很關心他的健康，於是在二十五年後破門而入，進入城堡。他們以為會看見一位殘弱的老人，然而他們見到聖安東尼的樣貌比二十五年前更平靜而健康。這件事情也引起時人的關注與讚賞。
在公元305年，聖安東尼自隱居的小室中走了出來，他的神智非常清明，面色紅潤。隨著其他隱士在他的隱居地附近聚集了數年，聖安東尼決定將這些人組織起來，形成一個更有秩序的修道群體。他平時以講道、提供精神建言、參與神學討論以及和非基督徒進行辯論為人所知，甚至可能兩次拜訪了亞歷山卓。然而，在《米蘭敕令》頒布後，他決定深入沙漠中進行更為隱秘的隱居。
因此，聖安東尼的品格與智慧就吸引許多民眾向他求教，以致於影響他的獨修生活。當時跟隨聖安東尼的群眾效法他的榜樣，也在庇斯比爾山附近的山洞或小屋中獨修，而聖安東尼則固定地予以會晤並指導，如此維持了五至六年。
隨後，聖安東尼退隱到尼羅河與紅海間的克津山曠野，在那裡度過他最後的45年半獨修生活。雖然聖安東尼重視獨修，然而他也關懷其他基督徒的生命，因此他時常往來於自己的小室與庇斯比爾山之間。羅馬皇帝馬克西米努斯於311年興起教難期間，聖安東尼兩度前往亞歷山大城，願與當時受到迫害的基督徒同殉道。他走訪並安慰那些被囚禁的基督徒。當總督看到聖安東尼不顧生死地宣揚他的信仰時，命令聖安東尼離開亞歷山大城，甚至要加諸刑罰，然而聖安東尼仍堅定地與總督辯論，最終此事平息，聖安東尼也平安返回他所隱修的堡壘中。後來聖安東尼不再需要完全的獨居生活，於是將追隨者組織為一個隱修團體。他做了這個早期修道院的院長，並且將類似的團體聯結成一個網絡。

### 逝世
約355年時，聖安東尼與聖亞他那修致力於對抗當時盛行的異端亞流主義。次年，聖安東尼逝世。當時埃及的喪葬風俗，是以香料殮屍，使屍體能長時間保存而不腐壞。聖安東尼對此大為反對，所以他在臨死前吩咐，他的遺體由麥加利沃斯和亞麥大兩弟子埋在泥土中；埋葬地點應嚴守秘密，不許告知外人。聖安東尼遺命將平日常穿的一件羊皮衣服和一件大衣贈送給聖亞他那修，表示他與聖亞他那修在信德上永相團結。另一件羊皮衣贈送給山拉本主教。他身上穿的苦衣則由會士保存，做為紀念。
聖安東尼的隱修風範影響後代基督徒，其中尤以聖奧古斯丁為代表。聖奧古斯丁在他的《懺悔錄》中，描述當他看到聖安東尼的一生後，所帶給他的衝擊（當時聖安東尼已過世三十年）。聖奧古斯丁說：「我們聽了自己不勝驚奇，竟在這樣近的時代，就在我們的並時，你的靈異的跡象在純正的信仰內，在公教會內顯示了確切不移的證據。」聖安東尼雖非首位隱修士，然而他的榜樣促使修道生活的興盛，使後人尊稱他為「修道運動之父」。

## 靈修
聖安東尼的靈修思想，側重對付肉體與罪惡，還有處理孤獨的問題。
聖安東尼認為要輕視肉身，才能保全靈魂。因此，應當把所有時間放在靈魂方面，減少對身體的照顧，克己苦身。然而，單單對付肉體未能使靈修生活完整，還需更進一步對付罪惡。聖安東尼認為對付罪惡的方法就是要多默想自己的罪和神的審判。
在對付肉體與罪惡的同時，心靈的孤獨也是不可忽略的層面。聖安東尼主張獨修，藉由長時間的安靜獨處，才能更深刻地看見心靈中的陰暗。雖然如此，聖安東尼也勸弟兄彼此認罪。因此，聖安東尼的對付罪的靈修思想，既重視個人省察，也強調要與弟兄彼此面對，才能有健全的修道生命。